# گبور ۷۲۰۷۱
سیارک ۷۲۰۷۱ (به انگلیسی: 72071 Gabor، نامگذاری:2000YO33) هفتاد و دو هزار و هفتاد و یکمین سیارک کشف شده‌است که در ۳۱ دسامبر ۲۰۰۰ کشف شد.